# Военный совет ЦК КПК
Военный совет Центрального Комитета Коммунистической партии Китая (кит. трад. 中國共產黨中央軍事委員會, упр. 中国共产党中央军事委员会, пиньинь Zhōngguó Gòngchǎndǎng Zhōngyāng Jūnshì Wěiyuánhuì; сокр. кит. упр. 中共中央军委, пиньинь Zhōnggòng Zhōngyāng Jūnwěi) — высший партийный орган (военный совет) по руководству всеми Вооружёнными силами Китайской Народной Республики с 1949 года по настоящее время.
Военный совет ЦК КПК в 1949—1975 годах выполнял свои функции совместно с высшими государственными органами по руководству всеми Вооружёнными силами Китайской Народной Республики — Народно-революционным военным советом КНР (1949—1954) и Государственным комитетом обороны КНР (1954—1975). В 1975—1983 годах Военный совет ЦК КПК выполнял свои функции самостоятельно. С 1983 года Военный совет ЦК КПК вновь выполняет свои функции совместно с высшим государственным органом по руководству всеми Вооружёнными силами Китайской Народной Республики — Центральным военным советом КНР. Персональные составы обоих советов совершенно идентичны.
Военный совет ЦК КПК руководит Народно-освободительной армией Китая и войсками Народной вооружённой милиции Китая.
Военному совету ЦК КПК подчиняются Генеральный штаб НОАК, Главное политическое управление НОАК, Главное управление тыла НОАК, Главное управление вооружения и военной техники НОАК.

## История
Военный совет ЦК КПК появился в условиях гражданской войны между Коммунистической партией Китая и партией Гоминьдан. После образования в 1949 году Китайской Народной Республики Военный совет ЦК КПК сохранил свои полномочия, хотя в соответствии с Конституцией КНР 1954 года были созданы высшие государственные органы по руководству Вооружёнными силами. Конституции КНР 1975 и 1978 годов не предусматривали существования высшего государственного органа по руководству Вооружёнными силами, но ныне действующая Конституция КНР 1982 года восстановила систему двойного, партийно-государственного управления. Устав КПК и Конституция КНР не разграничивают полномочия Военного совета ЦК КПК и Центрального военного совета КНР. Обычно они идентичны по составу, а в последние годы термин «Центральный военный совет» употребляется часто в единственном числе.
Должность председателя Военного совета ЦК КПК была и остается ключевой в политической системе Китайской Народной Республики. В 1949—1981 годах её всегда занимал председатель ЦК КПК (Мао Цзэдун, Хуа Гофэн). В 1981—1989 годах Военный совет ЦК КПК возглавлял Дэн Сяопин, который, являясь де-факто руководителем партии и государства, не занимал при этом высших официальных постов. С 1989 года председателем Военного совета ЦК КПК вновь становится официальный глава партии — генеральный секретарь ЦК КПК (Цзян Цзэминь, Ху Цзиньтао), за исключением периода 2002—2004 годов, когда должность председателя сохранялась за прежним лидером — Цзян Цзэминем.
До 2004 года за исключением Лю Ялоу и Zhang Tingfa (оба - представители ВВС) все члены ЦВС являлись представителями сухопутных войск.

## Председатели
- Мао Цзэдун (1936—1976, 9 сентября)
- Хуа Гофэн (1976, 7 октября — 1981, 28 июня)
- Дэн Сяопин (1981, 28 июня — 1989, 9 ноября)
- Цзян Цзэминь (1989, 9 ноября — 2004, 19 сентября)
- Ху Цзиньтао (2004, 19 сентября — 2012, 15 ноября)
- Си Цзиньпин (с 15 ноября 2012)

### Заместители председателя
- Ху Цзиньтао (1999, 22 сентября — 2004, 19 сентября)
- Го Босюн (2002, 15 ноября — 2012, 15 ноября)
- Сюй Цайхоу (2004, 19 сентября — 2012, 15 ноября)
- Си Цзиньпин (2010, 18 октября — 2012, 15 ноября)
- Фань Чанлун (с 15 ноября 2012 — 2017, октябрь)
- Сюй Цилян (с 4 ноября 2012 по 23 октября 2022)
- Чжан Юся (с 25 октября 2017)
- Хэ Вэйдун (с 23 октября 2022)

## Составы

### 15 созыв
4-й Пленум ЦК КПК 15-го созыва (19—22 сентября 1999 г.) утвердил заместителя председателя Военного совета ЦК КПК (Ху Цзиньтао).

### 16 созыв
1-й Пленум ЦК КПК 16-го созыва (15 ноября 2002 г.) утвердил Военный совет ЦК КПК в составе: председатель — Цзян Цзэминь; заместители председателя — Ху Цзиньтао, Го Босюн, Цао Ганчуань; члены — Сюй Цайхоу, Лян Гуанле, Ляо Силун, Ли Цзинай.
4-й Пленум ЦК КПК 16-го созыва (16-19 сентября 2004 г.) согласился на отставку председателя Военного совета ЦК КПК (Цзян Цзэминь); изменил и пополнил состав Военного совета ЦК КПК: председатель — Ху Цзиньтао; заместитель председателя — Сюй Цайхоу; члены — Чэнь Биндэ, Цяо Цинчэнь, Чжан Динфа, Цзин Чжиюань.

### 17 созыв
1-й Пленум ЦК КПК 17-го созыва (22 октября 2007 г.) утвердил Военный совет ЦК КПК в составе: председатель — Ху Цзиньтао; заместители председателя — Го Босюн, Сюй Цайхоу; члены — Лян Гуанле, Чэнь Биндэ, Ли Цзинай, Ляо Силун, Чан Ваньцюань, Цзин Чжиюань, У Шэнли, Сюй Цилян.
5-й Пленум ЦК КПК 17-го созыва (15—18 октября 2010 г.) утвердил заместителя председателя Военного совета ЦК КПК (Си Цзиньпин).

### 18 созыв
Многими наблюдателями предполагалось, что Ху Цзиньтао, как и его предшественник Цзян Цзэминь, оставив посты генсека ЦК КПК и председателя КНР, сохранит за собой должность председателя Центровоенсовета. Однако этого не произошло, и Си Цзиньпин с должности заместителя стал председателем Центровоенсовета. В связи с возрастными ограничениями был предрешён уход в отставку всех остальных членов ЦВС предыдущего 17 созыва, кроме У Шэнли и Чан Ваньцюаня, они сохранили своё членство в новом созыве. Чан Ваньцюань в 2013 году также получил пост министра обороны КНР.
1-й Пленум ЦК КПК 18-го созыва (15 ноября 2012 г.) утвердил Военный совет ЦК КПК в составе: председатель — Си Цзиньпин; заместители председателя — Фань Чанлун, Сюй Цилян; члены — Чан Ваньцюань, Фан Фэнхуэй, Чжан Ян, Чжао Кэши, Чжан Юся, У Шэнли, Ма Сяотянь, Вэй Фэнхэ.

### 19 созыв
В октябре 2017 года на первом пленуме Центрального комитета Коммунистической партии Китая (ЦК КПК) 19-го созыва Си Цзиньпин был переутвержден на посту председателя ЦВС КПК. Его заместителями стали генералы Сюй Цилян и Чжан Юся.